# Euphyia submarginata
Euphyia submarginata är en fjärilsart som beskrevs av W. Warren 1909. Euphyia submarginata ingår i släktet Euphyia och familjen mätare. Inga underarter finns listade i Catalogue of Life.